# Lillestrøm SK
El Lillestrøm SK es un equipo de fútbol de la ciudad de Lillestrøm, en Noruega. El club ostenta el récord en Noruega de más años consecutivos en la máxima categoría, habiendo jugado 45 temporadas desde 1975 hasta 2019.

## Historia
Fue fundado el 2 de abril de 1917 tras la fusión de dos clubes locales.
En 1959 consigue su primer título de la Liga Noruega de Fútbol.
A finales de los años 1970, Lillestrøm SK consigue varios títulos de liga y de la Copa de Noruega.
En esta época, el 14 de septiembre de 1977 el Lillestrøm SK juega un partido de Copa de la UEFA en el Ullevaal Stadion frente al AFC Ajax Ámsterdam presenciado por 71.000 espectadores. El partido terminó con 3-0 a favor del Lillestrøm SK, que sin embargo perdió en el partido de vuelta 5-1 siendo eliminado.
Durante los años 1980 consigue hacerse con siete títulos de liga y cinco de copa. En la década de 1990, termina segundo en la Tippeligaen en las temporadas 1994 y 1996. 
En la temporada de 2001, finaliza segundo a un punto del campeón Rosenborg, con Clayton Zane como goleador con 17 tantos.
En 2007 consigue su quinto título de copa, bajo el mando de Rune Skarsfjord, tras vencer 2-0 a Haugesund con dos goles de Olivier Occean. 
El 3 de diciembre de 2017, gana su sexta Copa de Noruega tras vencer en la final 3-2 al Sarpsborg 08, con goles de Simen Kind Mikaelsen, Mats Haakenstad y del histórico Frode Kippe. El entrenador campeón, Arne Erlandsen, anteriormente futbolista del club, dirigió el club desde septiembre de 2016 hasta junio de 2018, cuando fue echado por los malos resultados en la liga.
Al finalizar la temporada de liga de 2019, queda ubicado en la posición 14, con los mismos puntos que Sarpsborg 08, Mjøndalen y Tromsø, pero con menor diferencia de gol, obligándolo a jugar play-offs por descenso, mientras que Tromsø descendió. Perdió la promoción por gol de visitante contra IK Start, tras perder 2-1 en Kristiansand y ganar 4-3 en Lillestrøm.
En la temporada de la Segunda División de Noruega 1. divisjon 2020, el equipo finaliza en la segunda posición, detrás de Tromsø, consiguiendo el retorno a la Eliteserien para la temporada 2021.

## Uniforme
- Uniforme titular: Camiseta amarilla, pantalón negro y medias amarillas.
- Uniforme alternativo: Camiseta negra, pantalón negro y medias negras.

## Estadio
El Lillestrøm SK, juega sus partidos en el Åråsen Stadion que cuenta con capacidad para 12,300 espectadores espectadores aproximadamente.

## Récords
- Mayor victoria como local: 10-0 al Geithus, 4 de octubre de 1953
- Mayor victoria como visitante: 7-0 al Ranheim IL, 3 de agosto de 1952
- Mayor derrota como local: 2-3 frente al Fredrikstad FK, 15 de agosto de 1954
- Mayor derrota como visitante: 5-3 frente al Odd Grenland BK, 7 de junio de 1953
- Mayor número de espectadores, Åråsen Stadion: 76.652 contra el Vålerenga IF, 16 de mayo de 2002
- Mayor media de espectadores, temporada: 70.018, 2007
- Más partidos disputados, total: 720, Frode Kippe 1988-2003
- Más partidos disputados, liga: 441, Frode Kippe
- Más goles anotados, total: 319, Tom Lund 1967-1982
- Más goles anotados, liga: 154, Tom Lund
- Más goles anotados, temporada: 19, Mons Ivar Mjelde 1993.
- Posee el récord de mayor número de Temporadas en Primera División de manera consecutiva.

## Palmarés

### Torneos nacionales
- Liga Noruega de Fútbol (5): 1959, 1976, 1977, 1986, 1989.
- Copa de Noruega (6): 1977, 1978, 1981, 1985, 2007, 2017.

## Participación en competiciones de la UEFA
| Temporada | Torneo                 | Ronda              | Club               | Casa | Visita | Global  |
| --------- | ---------------------- | ------------------ | ------------------ | ---- | ------ | ------- |
| 1977–78   | European Cup           | 1                  | Ajax               | 2–0  | 0–4    | 2–4     |
| 1978–79   | European Cup           | 1                  | Linfield           | 1–0  | 0–0    | 1–0     |
| 1978–79   | European Cup           | 2                  | Austria Vienna     | 0–0  | 1–4    | 1–4     |
| 1979–80   | Cup Winners' Cup       | Preliminar         | Rangers            | 0–2  | 0–1    | 0–3     |
| 1982–83   | Cup Winners' Cup       | 1                  | Red Star Belgrade  | 0–4  | 0–3    | 0–7     |
| 1984–85   | UEFA Cup               | 1                  | Lokomotive Leipzig | 3–0  | 0–7    | 3–7     |
| 1986–87   | Cup Winners' Cup       | 1                  | Benfica            | 1–2  | 0–2    | 1–4     |
| 1987–88   | European Cup           | 1                  | Linfield           | 1–1  | 4–2    | 5–3     |
| 1987–88   | European Cup           | 2                  | Bordeaux           | 0–0  | 0–1    | 0–1     |
| 1989–90   | UEFA Cup               | 1                  | Werder Bremen      | 1–3  | 0–2    | 1–5     |
| 1990–91   | European Cup           | 1                  | Club Brugge        | 1–1  | 0–2    | 1–3     |
| 1993–94   | Cup Winners' Cup       | Clasificatoria     | Nikol Tallinn      | 4–1  | 4–0    | 8–1     |
| 1993–94   | Cup Winners' Cup       | 1                  | Torino             | 0–2  | 2–1    | 2–3     |
| 1994–95   | UEFA Cup               | Preliminar         | Shakhtar Donetsk   | 4–1  | 0–2    | 4–3     |
| 1994–95   | UEFA Cup               | 1                  | Bordeaux           | 0–2  | 1–3    | 1–5     |
| 1995–96   | UEFA Cup               | Preliminar         | Flora Tallinn      | 4–0  | 0–1    | 4–1     |
| 1995–96   | UEFA Cup               | 1                  | Brøndby            | 0–0  | 0–3    | 0–3     |
| 1996–97   | Intertoto Cup          | Grupo 5            | Kaunas             | N/A  | 4–1    | –       |
| 1996–97   | Intertoto Cup          | Grupo 5            | Sligo Rovers       | 4–0  | N/A    | –       |
| 1996–97   | Intertoto Cup          | Grupo 5            | Heerenveen         | N/A  | 1–0    | –       |
| 1996–97   | Intertoto Cup          | Grupo 5            | Nantes             | 2–3  | N/A    | –       |
| 1997–98   | UEFA Cup               | 2.ª Clasificatoria | Dinamo Minsk       | 1–0  | 2–0    | 3–0     |
| 1997–98   | UEFA Cup               | 1                  | Twente             | 2–1  | 0–1    | 2–2 (a) |
| 2000–01   | UEFA Cup               | Clasificatoria     | Glentoran          | 1–0  | 3–0    | 4–0     |
| 2000–01   | UEFA Cup               | 1                  | Dynamo Moscow      | 3–1  | 1–2    | 4–3     |
| 2000–01   | UEFA Cup               | 2                  | Deportivo Alavés   | 1–3  | 2–2    | 3–5     |
| 2002–03   | Champions League       | 2.ª Clasificatoria | Željezničar        | 0–1  | 0–1    | 0–2     |
| 2006–07   | Intertoto Cup          | 2                  | Keflavík ÍF        | 4–1  | 2–2    | 6–3     |
| 2006–07   | Intertoto Cup          | 3                  | Newcastle United   | 0–3  | 1–1    | 1–4     |
| 2007–08   | UEFA Cup               | 1.ª Clasificatoria | Käerjéng 97        | 2–1  | 0–1    | 2–2 (a) |
| 2008–09   | UEFA Cup               | 2.ª Clasificatoria | Copenhague         | 2–4  | 1–3    | 3–7     |
| 2018–19   | UEFA Europa League     | 2.ª Clasificatoria | LASK Linz          | 1–2  | 0–4    | 1–6     |
| 2022–23   | UEFA Conference League | 2.ª Clasificatoria | SJK                | 5–2  | 1–0    | 6–2     |
| 2022–23   | UEFA Conference League | 3.ª Clasificatoria | Royal Antwerp      | 1–3  | 0–2    | 1–5     |